# Bundesstraße 96
La Bundesstraße 96 è una strada federale della Germania.